# パスカル・ロジェ
パスカル・ロジェ（Pascal Rogé, 1951年4月6日 パリ - ）はフランスのピアニスト。

## 経歴
オルガン奏者だった母からピアノを学ぶ。唯一ジュリアス・カッチェンに師事したピアニスト。同期のフランス人ピアニストにはジャン＝フィリップ・コラールなどがいる。
1971年ロン＝ティボー国際コンクールでウラジーミル・フェルツマンとともに1位。
フランスのピアノ奏法に典型的な優雅さと精巧さを体現するピアニストの一人とされ、サン＝サーンス、フォーレ、サティ、ドビュッシー、ラヴェル、プーランクらフランス近代の作曲家のピアノ曲を全曲録音している。しかしながら、ハイドンからブラームスに至るドイツ・オーストリアのピアノ曲も得意としている。